# Foltos pereszke
A foltos pereszke (Tricholoma pessundatum) a pereszkefélék családjába tartozó, Európában és Észak-Amerikában honos, kissé mérgező gombafaj.

## Megjelenése
A foltos pereszke kalapja 2,5–10 cm átmérőjű, félgömb alakú, idősen szinte teljesen kiterül, a közepén gyenge púppal. Felszíne sima, kissé tapadós. Színe rozsdabarna vagy aranybarna (esetleg zöldesbronz árnyalattal), sokszor koncentrikus kört alkotó, sötétebb, kis kerek foltokkal; végül foltosan kifakul. Húsa fehér, a tönknél halvány vöröses árnyalattal; sérülésre nem színeződik. Szaga előbb lisztre, majd uborkára emlékeztet; íze kellemetlen, kesernyés.
Lemezei közepesen sűrűek, a tönkhöz "pereszkefoggal" kapcsolódnak. Fiatalon fehérek, később sárgásbarna-vörösbarna foltok alakulnak ki rajtuk, végül teljesen vörösbarnává válnak. Spórapora fehér. A spórák 5-8 x 3-5 mikrométeresek, sima felszínűek, elliptikusak.
Tönkje 2–7 cm magas, 0,5–2 cm vastag. Alakja egyenletesen hengeres. Színe fehéres, a csúcsa finoman, lisztszerűen szemcsés, lefelé pikkelykés, alja felé kissé barnul.

### Hasonló fajok
Más barna kalapú pereszkefajokkal (Tricholoma ustale, Tricholoma pseudonictitans, Tricholoma stans, Tricholoma populinum) téveszthető össze.

## Elterjedése és termőhelye
Egész Európában elterjedt, de inkább az atlanti partvidéken gyakori. Némileg eltérő változatai Észak-Amerikában is megtalálhatók. Magyarországon ritka, veszélyeztetett (nem védett). Fenyőkkel (erdei- vagy lucfenyő) vagy keményfákkal létesít gyökérkapcsoltságot. A homokos, kissé savanyú talajt részesíti előnyben. Szeptember-októberben terem.
Enyhén mérgező. 

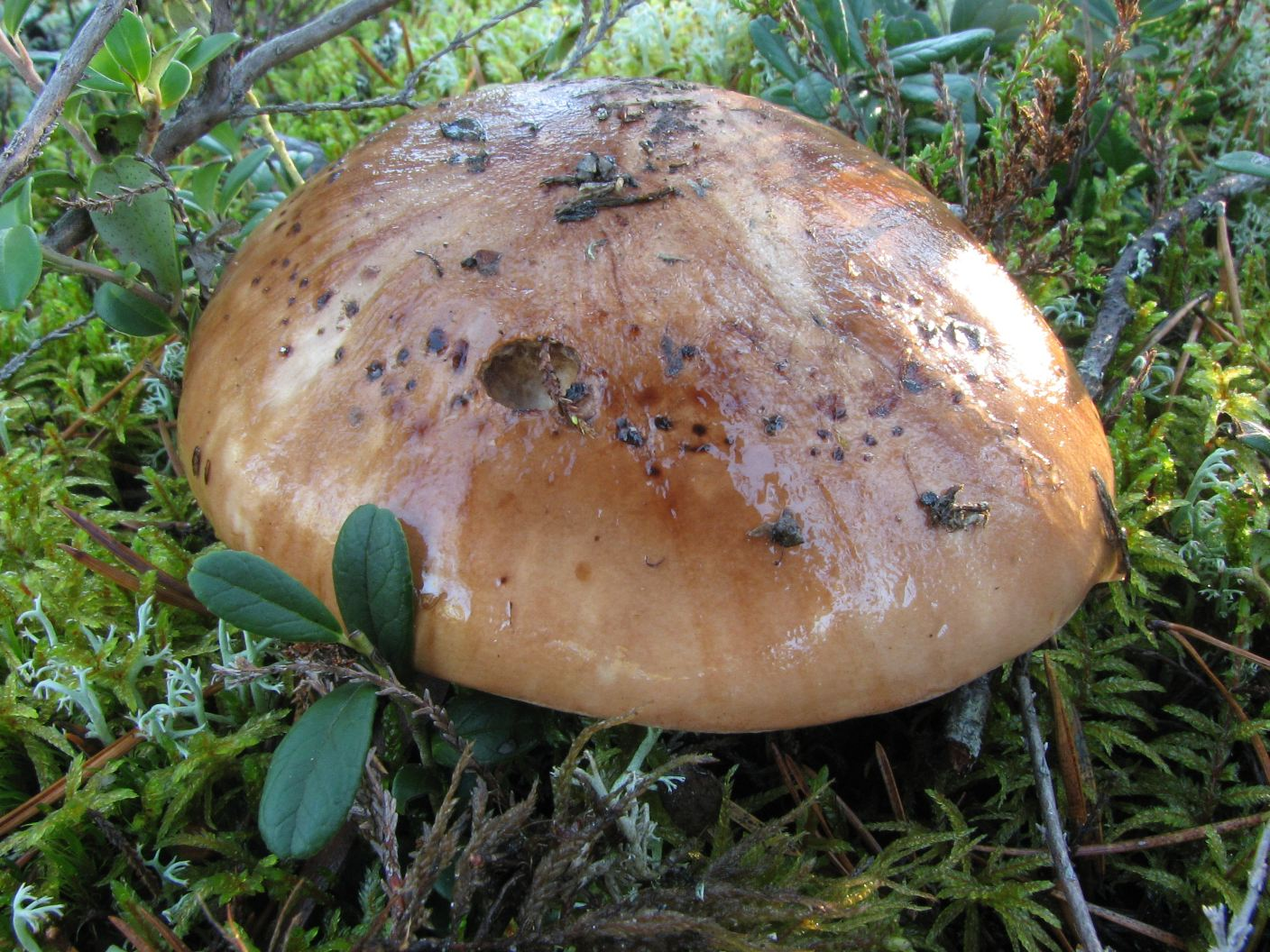
Kalapja
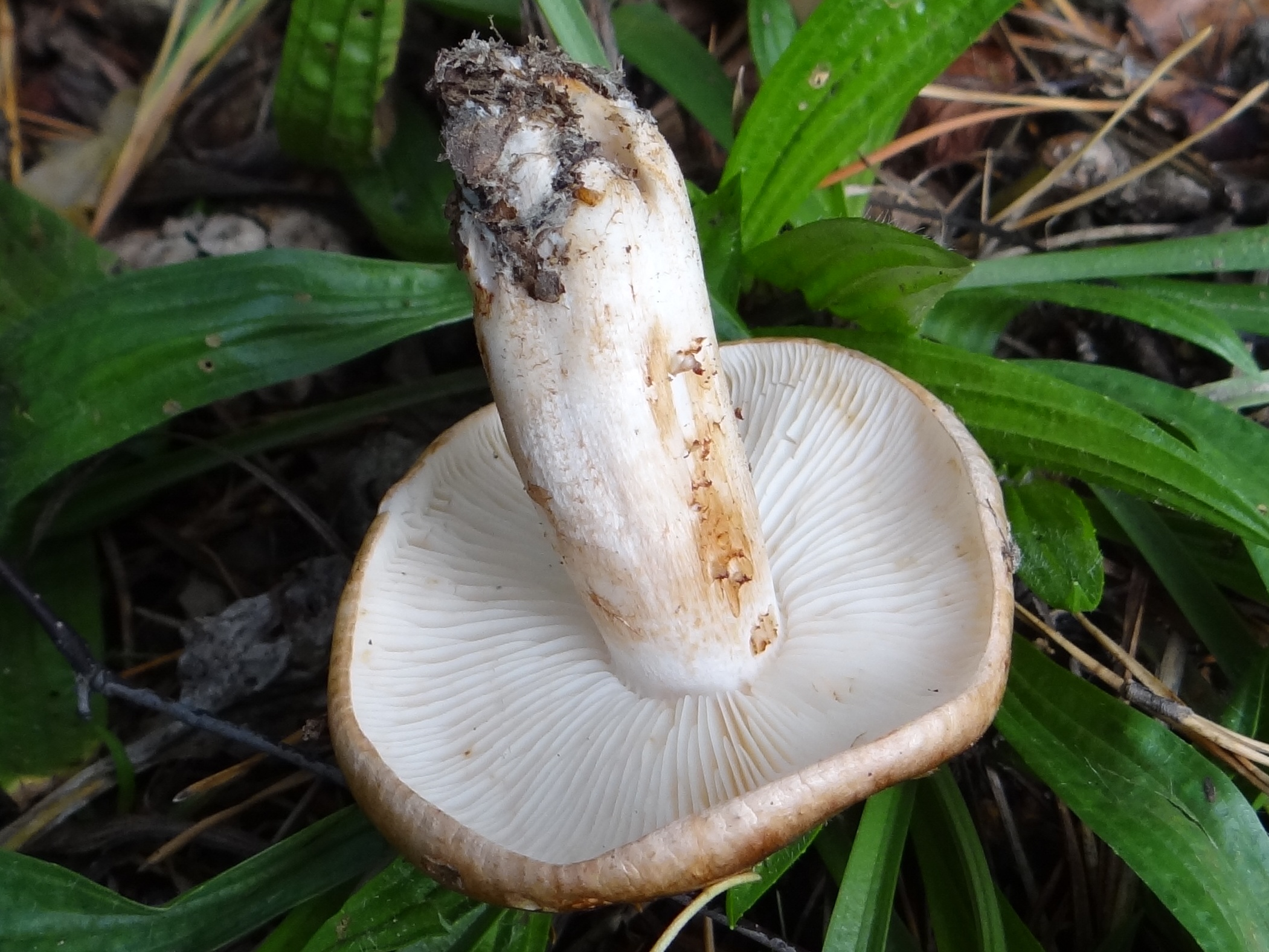
Lemezei
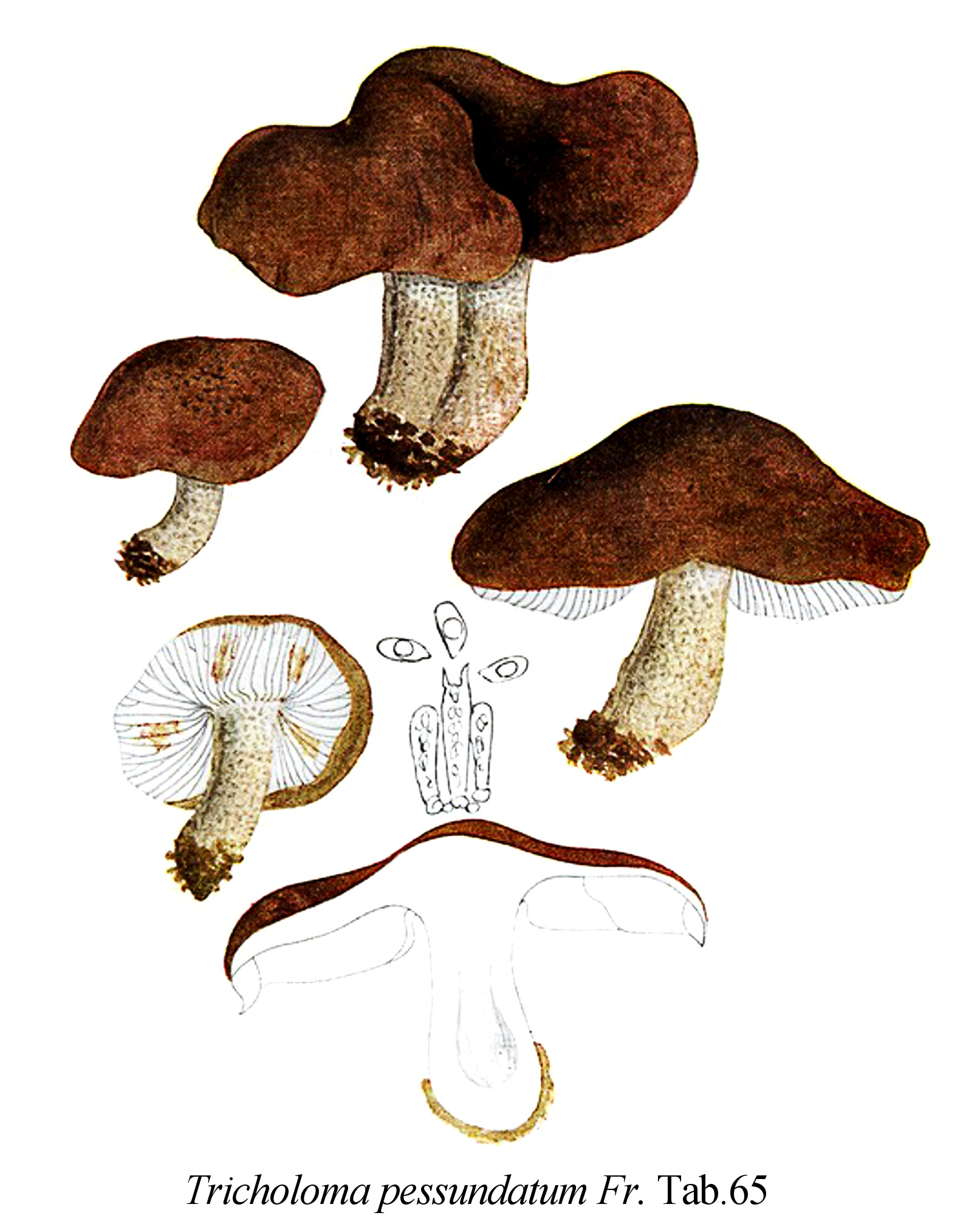
Ábrázolása 1927-ből
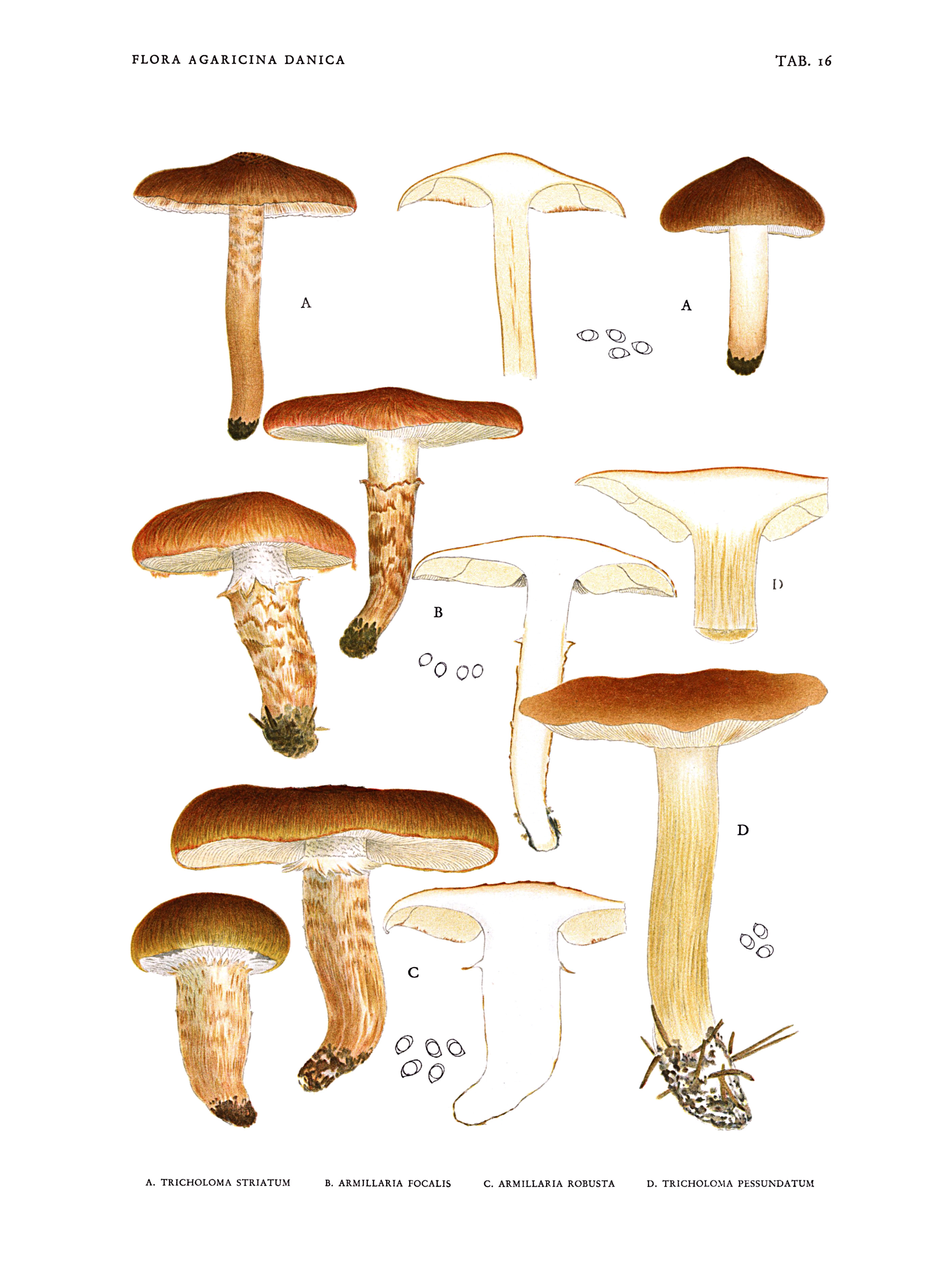
.. és 1940-ből (D)